# Herbert Grau
Herbert Grau (* 22. August 1916 in Frankenmarkt; † 20. September 1973 in Linz) war ein österreichischer Erwachsenenbildner.

## Leben
Herbert Grau wohnte ab dem 11. Lebensjahr in Linz und besuchte das Bundesrealgymnasium und studierte an der Universität Wien Deutsch und Englisch mit Doktorat 1939. Er leistete von 1939 bis 1945 Kriegsdienst und machte 1943 während eines Verwundetenurlaubes die Habilitation in Germanistik. Neben dem Studium wirkte er als Deutschlektor für ausländische Studenten, 1941 wurde er beim Kriegsdienst formal wissenschaftlicher Assistent.
Grau war Mitglied der NSDAP, ab 1938 der SA und ab 1943 des NS-Dozentenbundes.
1945 wurde er Leiter vom Kulturamt der Stadtgemeinde Linz und wurde anfangs wegen seiner Englischkenntnisse im Besatzungsamt eingesetzt und wurde 1947 Leiter und Gründer der Volkshochschule Linz. Er war mit zahlreichen Studien im Ausland besonders mit der Theorie der Erwachsenenbildung beschäftigt.
Grau war Gründer und ab 1958 Vizepräsident beim Verband Österreichischer Volkshochschulen, insbesondere hat er als pädagogischer Referent die Sommerwochen für Dozenten über mehrere Jahre geleitet. Ab 1953 war Grau Vertreter der Erwachsenenbildung in der österreichischen UNESCO-Kommission.
Von 1964 bis 1965 arbeitete er für die UNESCO in Griechenland, um den Aufbau von städtischen Zentren der Erwachsenenbildung zu befördern.
Ab 1969/1970 erhielt Grau Lehraufträge zum Thema Erwachsenenbildung an der Hochschule für Sozial- und Wirtschaftswissenschaften Linz und an der Pädagogischen Akademie des Bundes Linz.
Herbert Grau war eher der Grundsätzliche, Programmorientierte, Konzeptionelle - Wolfgang Speiser der Vermittelnde, Versöhnliche und Werbende.
Grau erlebte noch das 25-Jahr-Jubiläum 1972 der Volkshochschule Linz und verstarb 1973 nach schwerer Krankheit im Allgemeinen Krankenhaus Linz und wurde auf dem St. Barbara-Friedhof beerdigt.
Ein Teilnachlass von Herbert Grau befindet sich im Österreichischen Volkshochschularchiv.

## Auszeichnungen
- 1956 Berufstitel Professor durch Bundesminister Heinrich Drimmel[1]
- 1966 Goldenes Ehrenzeichen für Verdienste um die Republik Österreich[6]
- 1971 Förderungspreis für Volksbildung
- 1973 postum Ordre des Palmes Académiques für die Verdienste der französisch-österreichischen Zusammenarbeit[7]

## Publikationen
- Erwachsenenführung. Hamburg 1954.